# J-Ax & Fedez
J-Ax & Fedez ist ein italienisches Pop-Rap-Duo, bestehend aus den Rappern J-Ax und Fedez.

## Geschichte

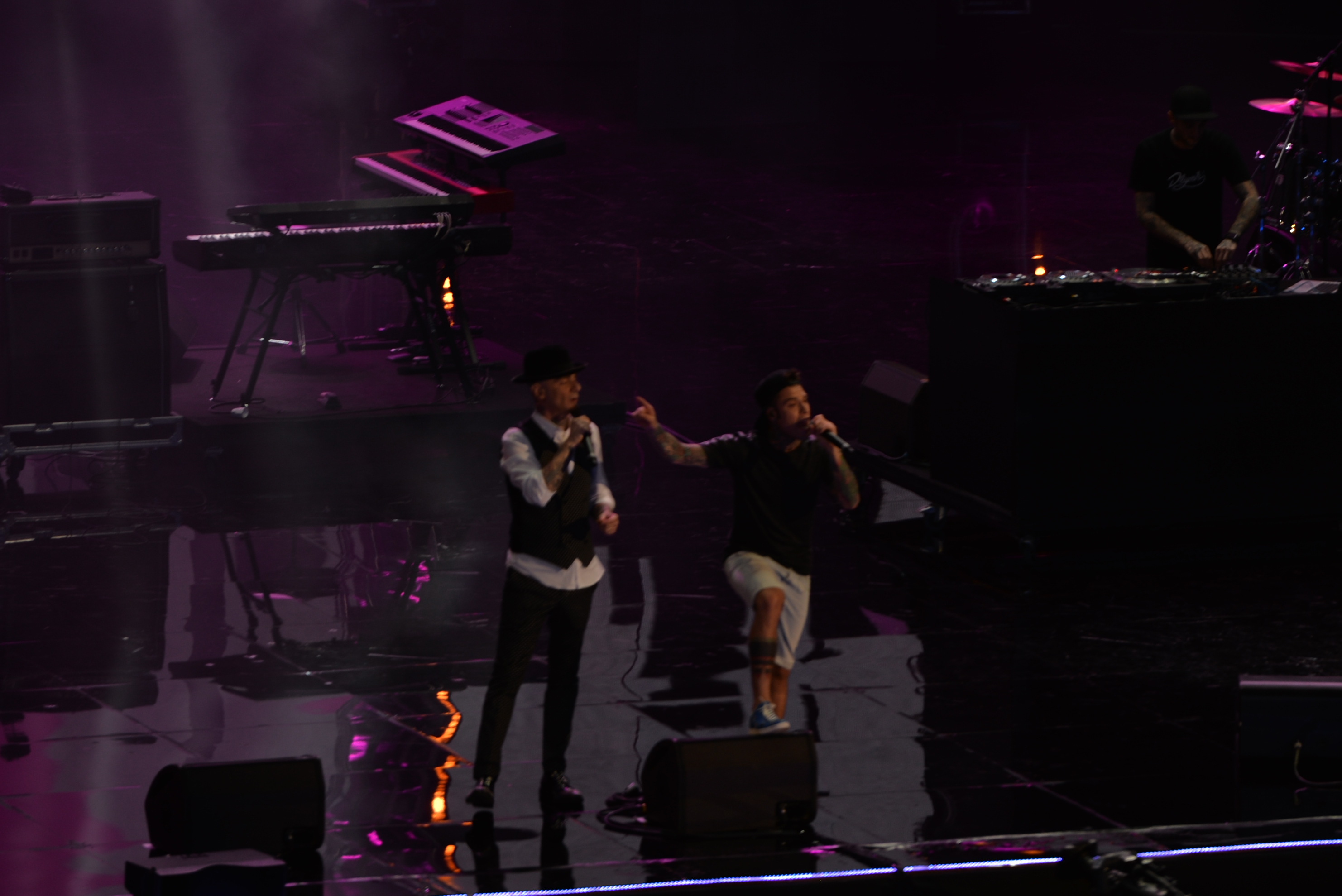
Auftritt bei den Wind Music Awards 2016

J-Ax begann seine Karriere als Rapper in den 90er-Jahren in Articolo 31 und startete 2006 eine erfolgreiche Solokarriere. Mit dem 17 Jahre jüngeren Fedez arbeitete er erstmals 2011 auf dessen Album Il mio primo disco da venduto zusammen, in dem Lied Alza la testa. Auch auf Fedez’ nächstem Album Sig. Brainwash – L’arte di accontentare war J-Ax 2013 wieder zu hören, im Lied Sembra semplice. In diesem Jahr gründeten die beiden außerdem gemeinsam das unabhängige Musiklabel Newtopia. Ab 2014 traten die Rapper unabhängig voneinander in Castingshows im italienischen Fernsehen in Erscheinung: J-Ax als Coach in The Voice of Italy sowie später in Amici di Maria De Filippi und Fedez als Juror in X Factor.
Nach gegenseitigen Gastbeiträgen in den bei Newtopia veröffentlichten Nummer-eins-Alben Pop-Hoolista (Fedez, 2014) und Il bello d’esser brutti (J-Ax, 2015) kündigten die Rapper Anfang 2016 ein gemeinsames Album an. Im Mai des Jahres erschien mit dem von Takagi & Ketra produzierten Vorrei ma non posto die erste gemeinsame Single des Duos, die auf Anhieb die Spitze der italienischen Charts erreichte. Als einer der Sommerhits des Jahres erwies sich das Lied als erfolgreichstes italienisches Lied 2016. Gleichzeitig lancierten J-Ax & Fedez mit Newtopia Fabio Rovazzi, in dessen viralem Video (und ebenfalls Sommerhit) Andiamo a comandare sie Gastauftritte hatten. Im November folgte die Single Assenzio in Zusammenarbeit mit Stash (von der Band The Kolors) und Levante, die erneut die Chartspitze erreichte. Fabio Rovazzi landete im Dezember mit Tutto molto interessante ebenfalls einen weiteren Nummer-eins-Hit.
Am 20. Januar 2017 veröffentlichten J-Ax & Fedez ihr Album Comunisti col Rolex, zugleich mit der dritten Single Piccole cose (zusammen mit Alessandra Amoroso), gefolgt von einer ersten gemeinsamen Tournee. Das Album erreichte auf Anhieb die Spitze der Albumcharts. Für den Sommer nahm das Duo das Lied Senza pagare mit dem Rapper T-Pain neu auf; im Musikvideo hat u. a. Paris Hilton einen Gastauftritt. Auch damit gelang ein Sommerhit, der Ende Juni Despacito von der Chartspitze verdrängte. Parallel dazu waren sie am dritten Lied von Fabio Rovazzi, Volare zusammen mit Gianni Morandi, beteiligt. Bei den Wind Music Awards 2017 erhielt das Duo sechs Auszeichnungen sowie einen Sonderpreis, womit es als erfolgreichster Act aus der Veranstaltung hervorging.
Nach einem weiteren Sommerhit 2018 mit Italiana beendeten die Rapper ihre Zusammenarbeit und gingen wieder ihren jeweiligen Solokarrieren nach.

## Diskografie

### Alben
| Jahr | Titel               | Höchstplatzierung, Gesamtwochen, AuszeichnungChartplatzierungen (Jahr, Titel, Platzierungen, Wochen, Auszeichnungen, Anmerkungen) | Höchstplatzierung, Gesamtwochen, AuszeichnungChartplatzierungen (Jahr, Titel, Platzierungen, Wochen, Auszeichnungen, Anmerkungen) | Anmerkungen         |
| Jahr | Titel               | IT | CH | Anmerkungen         |
| ---- | ------------------- | --- | --- | ------------------- |
| 2017 | Comunisti col Rolex | IT1 ×4Vierfachplatin · (46 Wo.)IT                                                                                                 | CH37 (5 Wo.)CH | Verkäufe: + 200.000 |

### Singles
| Jahr | Titel Album                                             | Höchstplatzierung, Gesamtwochen, AuszeichnungChartplatzierungen (Jahr, Titel, Album, Platzierungen, Wochen, Auszeichnungen, Anmerkungen) | Höchstplatzierung, Gesamtwochen, AuszeichnungChartplatzierungen (Jahr, Titel, Album, Platzierungen, Wochen, Auszeichnungen, Anmerkungen) | Anmerkungen                                  |
| Jahr | Titel Album                                             | IT | CH | Anmerkungen                                  |
| --- | ------------------------------------------------------- | --- | --- | -------------------------------------------- |
| 2016 | Vorrei ma non posto Comunisti col Rolex                 | IT1 ×7Siebenfachplatin · (41 Wo.)IT | — | Verkäufe: + 350.000                          |
| 2016 | Assenzio Comunisti col Rolex                            | IT1 ×4Vierfachplatin · (27 Wo.)IT | — | feat. Stash & Levante Verkäufe: + 200.000    |
| 2017 | Piccole cose Comunisti col Rolex                        | IT3 ×2Doppelplatin · (22 Wo.)IT | — | feat. Alessandra Amoroso Verkäufe: + 100.000 |
| 2017 | Senza pagare Comunisti col Rolex (Repack)               | IT1 ×8Achtfachplatin · (38 Wo.)IT | CH52 (7 Wo.)CH | feat. T-Pain Verkäufe: + 400.000             |
| 2017 | Sconosciuti da una vita Comunisti col Rolex (Repack)    | IT2 ×2Doppelplatin · (20 Wo.)IT | — | Verkäufe: + 100.000                          |
| 2018 | Italiana                                                | IT1 ×4Vierfachplatin · (24 Wo.)IT | CH20 (5 Wo.)CH | Verkäufe: + 200.000                          |
| Folgende Lieder erschienen nicht als Single, wurden aber durch das Album zum Download und Streaming bereitgestellt und konnten somit eine Platzierung erlangen: |                                                         | | |                                              |
| |                                                         | | |                                              |
| 2013 | Sembra semplice Sig. Brainwash – L’arte di accontentare | IT88 Gold · (1 Wo.)IT | — | Fedez feat. J-Ax Verkäufe: + 25.000          |
| 2016 | Comunisti col Rolex                                     | IT21 Platin · (6 Wo.)IT | — | Verkäufe: + 50.000                           |
| 2017 | Meglio tardi che noi Comunisti col Rolex                | IT32 Gold · (3 Wo.)IT | — | feat. Arisa Verkäufe: + 25.000               |
| 2017 | Il giorno e la notte Comunisti col Rolex                | IT36 Gold · (3 Wo.)IT | — | feat. Giusy Ferreri Verkäufe: + 25.000       |
| 2017 | Cuore Nerd Comunisti col Rolex                          | IT44 (3 Wo.)IT | — | feat. Alessia Cara                           |
| 2017 | Fratelli di paglia Comunisti col Rolex                  | IT49 Gold · (3 Wo.)IT | — | Verkäufe: + 25.000                           |
| 2017 | L’Italia per me Comunisti col Rolex                     | IT56 (3 Wo.)IT | — | feat. Sergio Sylvestre                       |
| 2017 | Anni luce Comunisti col Rolex                           | IT58 (2 Wo.)IT | — | feat. Nek                                    |
| 2017 | Tutto il mondo e periferia Comunisti col Rolex          | IT61 (2 Wo.)IT | — |                                              |
| 2017 | Milano intorno Comunisti col Rolex                      | IT64 (2 Wo.)IT | — |                                              |
| 2017 | Allergia Comunisti col Rolex                            | IT66 (2 Wo.)IT | — | feat. Loredana Bertè                         |
| 2017 | Musica del cazzo Comunisti col Rolex                    | IT67 (2 Wo.)IT | — |                                              |
| 2017 | Pieno di stronzi Comunisti col Rolex                    | IT87 (1 Wo.)IT | — |                                              |
| 2017 | Favorisca i sentimenti Comunisti col Rolex (Repack)     | IT3 Platin · (11 Wo.)IT | — | Verkäufe: + 50.000                           |

## Belege
1. ↑  Newtopia Label. Archiviert vom Original (nicht mehr online verfügbar) am 20. September 2017; abgerufen am 20. September 2017 (italienisch).  Info: Der Archivlink wurde automatisch eingesetzt und noch nicht geprüft. Bitte prüfe Original- und Archivlink gemäß Anleitung und entferne dann diesen Hinweis.
2. ↑  J-Ax e Fedez lavorano a un album insieme: “Ci scapperanno delle hit”. Radio Italia, 25. Februar 2016, abgerufen am 20. September 2017 (italienisch).
3. ↑  Alessandro Alicandri: Vorrei ma non posto di J-Ax e Fedez: la voglia di cantarla non ci passerà. In: Sorrisi.com. Arnoldo Mondadori Editore, 6. Mai 2016, abgerufen am 20. September 2017 (italienisch).
4. ↑  Eleonora Romanò: J-Ax & Fedez – Assenzio (feat. Stash & Levante) (Radio Date: 18-11-2016). In: EarOne.it. 15. November 2016, abgerufen am 20. September 2017 (italienisch).
5. ↑  Fedez e J-Ax: “Comunisti col Rolex” e “Piccole cose” con A. Amoroso. Radio Italia, 19. Januar 2017, abgerufen am 21. September 2017 (italienisch).
6. ↑  J-Ax e Fedez e ‘Senza pagare’, dal mercato a casa di Paris Hilton. In: Repubblica.it. 15. Mai 2017, abgerufen am 21. September 2017 (italienisch).
7. ↑  J-Ax & Fedez – Comunisti col Rolex. In: Italiancharts.com. Hung Medien, abgerufen am 22. November 2018.
8. 1 2 3 4 5 6 7 8 9 10 11 12  Auszeichnungen von J-Ax & Fedez. FIMI, abgerufen am 3. Juli 2019.
9. ↑  Chartquellen (Singles):
  - Archivio classifiche Top Singoli. FIMI, abgerufen am 22. November 2018 (italienisch).
  - Songs von J-Ax & Fedez. In: Hitparade.ch. Hung Medien, abgerufen am 22. November 2018.